# Partícula relativista
En física de partícules, una partícula relativista és una partícula elemental, de la qual l'energia cinètica és comparable o supera l'energia en repòs-massa donada per la relació d'Einstein, {\displaystyle E=m_{0}c^{2}}, o concretament, de la qual la velocitat és comparable a la velocitat de la llum {\displaystyle c}.
Això s'aconsegueix amb els fotons en la mesura que els efectes descrits per la relativitat especial són capaços de descriure els d'aquestes partícules. Existeixen diversos enfocaments com a mitjà per descriure el moviment de partícules relativistes simples i múltiples, amb un exemple destacat els postulats mitjançant l'equació de Dirac del moviment de partícules individuals.
Com que la relació energia-moment d'una partícula es pot escriure com:
{\displaystyle E^{2}=(p{\textrm {c}})^{2}+\left(m_{0}{\textrm {c}}^{2}\right)^{2}\,}
on {\displaystyle E} és l'energia, {\displaystyle p} és l'impuls, i {\displaystyle m_{0}} és la massa en repòs, quan la massa en repòs tendeix a ser zero, p. ex. per a un fotó, o l'impuls tendeix a ser gran, p. ex. per a un protó de gran velocitat, aquesta relació es col·lapsarà en una dispersió lineal, és a dir
{\displaystyle E=p{\textrm {c}}}
Això és diferent de la relació energia-moment parabòlica per a les partícules clàssiques. Així, a la pràctica, la linealitat o la no-parabolitat de la relació energia-impuls es considera una característica clau per a les partícules relativistes. Aquests dos tipus de partícules relativistes es consideren sense massa i massives, respectivament.
En els experiments, les partícules massives són relativistes quan la seva energia cinètica és comparable o superior a l'energia {\displaystyle E=m_{0}c^{2}} corresponent a la seva massa en repòs. En altres paraules, una partícula massiva és relativista quan la seva massa-energia total és almenys el doble de la seva massa en repòs. Aquesta condició implica que la velocitat de la partícula és propera a la velocitat de la llum. Segons la fórmula del factor de Lorentz, això requereix que la partícula es mogui a aproximadament el 85% de la velocitat de la llum. Aquestes partícules relativistes es generen en acceleradors de partícules, i també es produeixen de manera natural en la radiació còsmica. En astrofísica, els dolls de plasma relativista són produïts pels centres de les galàxies actives i els quàsars.
Una partícula relativista carregada que travessa la interfície de dos medis amb diferents constants dielèctriques emet radiació de transició. Això s'aprofita en els detectors de radiació de transició de partícules d'alta velocitat.

## Partícules relativistes d'escriptori
Els electrons relativistes també poden existir en alguns materials en estat sòlid, incloent semimetalls com el grafè, aïllants topològics, aliatges d'antimoni de bismut, i semiconductors com els de transició. dicalcogenur metàl·lic i capes de fosforè negre. Aquests electrons confinats en gelosia amb efectes relativistes que es poden descriure mitjançant l'equació de Dirac també s'anomenen electrons relativistes d'escriptori o electrons de Dirac.